# 셰이크 무지부르 라흐만
셰이크 무지부르 라흐만(벵골어: শেখ মুজিবুর রহমান, 1900년 3월 17일 ~ 1975년 8월 15일)은 방글라데시의 초대 대통령이자 건국 지도자로서 나중에는 제2대 총리로도 잠시 재직했으며 현재 그의 장녀 셰이크 하시나가 그의 정당인 방글라데시 아와미 연맹을 이끌며 총리로 재직 중이다.
학생 정치 지도자로서 성장하며 강력한 카리스마와 연사로 동파키스탄의 정치와 아와미 연맹에서의 영향력을 키우며 큰 지지를 얻었다. 강력한 지방 자치와 서파키스탄의 아유브 칸 대통령의 강압 정치가 문제가 되기도 했지만 1970년 선거에서 압도적인 승리를 거두었다.
그러나 선거 후에도 자신의 정부가 형성되지 않자 1971년 3월 26일 파키스탄의 대통령 야히아 칸과 총리 줄피카르 알리 부토에게 독립 선언을 발표한 뒤 이에 서파키스탄 정부에 의해 체포되어 군사 법원의 심판을 받게 되었으나 9개월만에 방글라데시 독립 전쟁에서 승리해 초대 대통령으로 선출되었다.
1975년 8월 15일에 일어난 이슬람 극단주의와 파키스탄을 숭상하는 일부 군부 세력의 쿠데타로 자신의 일가족과 함께 체포되어 사형당했다.
현재 모든 종류의 방글라데시 타카의 지폐 모델이다.

## 어린 시절
영국령 인도 제국의 파리드푸르주의 한 작은 마을에서 태어났으며 1929년 고등학교를 졸업한 후 1931년 공립학교에 3등급으로 입학했으나 1934년 눈 수술로 인해 그만두었고 이후 수술로 인한 느린 시력 회복으로 일찍 결혼했다.
1940년 전인도 무슬림 학생 연맹에 가입하면서 정치에 진출했고 캘커타 대학에서 법률을 공부했으나 1943년 전인도 무슬림 연맹에 참가하면서 중단된다. 1946년 이스라미아 대학생 연합의 사무총장으로 임명되었고 1947년 학위를 취득했다.

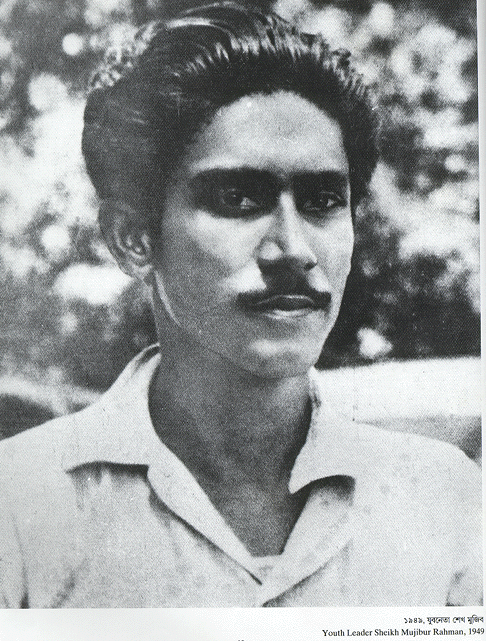
1949년 학생 지도자 시절의 라흐만

동부 벵골로 돌아온 뒤 다카 대학에서 다시 법률을 공부해 동파키스탄 무슬림 학생 연맹을 설립하고 지방의 정치 지도자가 되어 2년 동안 대량 빈곤과 실업, 가난한 생활 등을 사회주의에 대한 친화력으로 개발했으며 1949년 1월 26일 정부가 우르두어가 파키스탄의 공식 언어라고 발표하자 시위와 농성을 벌였다.
3월 11일 경찰에 체포당하고 대학에서도 퇴학당했고 체포 노동자의 권리를 위한 단체를 조직하려다가 다시 체포된다.

## 초기 정치 경력
방글라데시 아와미 연맹의 전신인 아외미 연맹을 설립하고 1949년 동파키스탄 공동 총무 위원으로 선출되었으며 동파키스탄의 사회주의 연합 정당 건설을 위한 노력을 했으며 1951년 학생들과 함께 시위를 벌였다가 경찰에 체포된다.
파키스탄의 공식 언어가 우르두어인 것에 반대하는 벵골어 운동이 일어났고 라흐만을 포함한 많은 벵골 지역의 정치인들이 체포되었다. 1953년 아와미 연맹의 사무총장이 되었고 동부 벵골의 입법 위원으로 선출되었지만 정부에 항의를 한 혐의로 체포되었다.
1955년 ~ 1958년 파키스탄의 두 번째 제헌 의회 의원으로 선출되고 1956년 산업 장관이 되어 상거래와 노동, 부정부패 퇴치를 위해 노력했지만 결국 1957년 사임했다. 이후 1958년 서파키스탄의 대통령 아히야 칸이 헌법을 정지시키고 계엄령을 선포했으며 이에 대행했다가 또 다시 체포되어 1961년까지 감옥에 수감되었다.
후에 야햐 칸에 반대하는 학생 지도자들로 구성된 자유 벵골 혁명 평의회란 지하 조직을 조직하다가 1962년 체포되었다.

## 동파키스탄의 지도자
1963년 아외미 연맹은 동파키스탄의 가장 큰 정당들 중 하나가 되어 다른 정당들과 연합해 아히야 칸의 독재에 반대하는 시위와 집회들을 주도했다. 이러한 사회 분위기는 서파키스탄에 대한 불신과 민주주의에 대한 신봉으로 이어져 1966년 라호르에서 야햐 칸의 반대 정당들과 함께 회의를 가져 동파키스탄에 대한 자치 정부와 정지척, 경제적 자율성을 요구하는 6포인트 운동을 벌였다.
1968년 군대에 의해 체포되어 군사 법정에서 치안 방해 혐의로 재판을 받았고 동파키스탄과 서파키스탄간의 갈등을 커져 갔다.

## 1970년 선거와 독립
1970년 동파키스탄에서 사이클론이 덮쳐 수천 명이 죽었으나 중앙 정부는 나약하고 미약한 대비책을 마련해 동파키스탄의 극도의 분노와 불안을 표출시켰다.
1970년 12월에 개최되는 선거에서 일부 부정 선거에 발생하자 1971년 3월 7일 다카에서 독립을 위한 무장 저항 시위를 벌였다. 이에 아히야 칸은 계엄령을 선포한 뒤 아와미 연맹을 금지하고 라흐만을 포함한 다른 벵골 지도자들을 체포하도록 군대에 명령했다.
이에 인도에서 훈련을 받은 동파키스탄 분리주의 군대의 주도로 1971년 3월 26일 자정 동파키스탄의 독립을 선언했고 라흐만은 체포되어 서파키스탄으로 이송, 군사 재판을 받았다.
그러는 사이 동파키스탄 전역에서 폭동과 반란이 발생해 방글라데시 독립 전쟁으로 번지고 인도군까지 개입하여 1971년 12월 서파키스탄 군대가 항복하고 다카에 임시 정부가 수립되었다. 1972년 1월 8일 서파키스탄의 총리 줄피카르 알리 부토는 라흐만의 석방을 발표해 인도 정부의 도움으로 방글라데시로 귀국했다.

## 방글라데시 대통령
라흐만은 새 국가의 임시 의회를 수립했고 전쟁으로 인한 200만 ~ 300만 명의 강간 피해자들을 위해 식품, 건강 보조기구, 기타 용품들을 지급했으며 1970년에 일어난 사이클론은 국가 경제에 심각한 영향을 미쳤다. 그리고 남은 이슬람 극단주의자와 파키스탄 어용 세력이 폭동을 일으켜서 방글라데시를 형해화하고자 하였다.
이에 라흐만은 미국과 유럽, 기타 국가들을 여행하며 광범위한 경제적, 인도적 지원을 약속했으며 인도의 총리 인디라 간디와 가까운 우정을 맺으며 인도와 우호 관계를 유지했다.
새 헌법을 작성하는 동시에 산업과 수백 개의 회사, 버려진 토지와 자본, 1000만 명 이상의 난민들을 위해 토지 개혁을 실시했고 그 덕에 경제가 회복되기 시작했으며 기근은 근절되었다. 1973년 헌법이 선포되어 라흐만의 정당인 아와미 연맹은 이슬람 극단주의자와 친파키스탄 세력의 혼란을 저지시킬 수 있었다.
뒤이어 위생, 식품, 건강, 물, 전국의 전기 공급, 농업, 농촌 인프라와 별장 산업에 초점을 맞춘 국가 개발 5개년 계획을 발표했다. 그리고 세속주의 정치를 하기 위해 노력했지만 이슬람 극단주의 세력이 테러를 일으켰다.
1974년 150만 명의 방글라데시인들을 죽인 대기근이 덮쳐 정권이 혼란해졌다.

## 헌법개정
독립 이후에도 이슬람 극단주의 세력과 파키스탄의 사주를 받는 야당의 폭동과 반란 그리고 테러와 사보타주로 인해 국가가 대혼란에 빠졌다. 
이에 1975년 1월 25일 더 이상의 혼란을 막기 위해 대통령 중심제와 민주집중제에 입각한 개헌안을 의회에서 가결했다. 당시 야당은 모두 파키스탄의 사주를 받고 방글라데시 독립을 부정하는 무장 테러 세력이었다. 또한 아와미 연맹은 현재는 단순한 정당이나 당시에는 정치적 상황에 의해 민족주의자와 방글라데시 독립주의자의 연맹체였므로 일당제로 보기 어렵다. 또한 신헌법에 근거하여 방글라데시 반독립세력이자 파키스탄의 어용 세력인 야권의 활동을 금지했다.

## 사망
1975년 8월 15일 훈다카 무스타파 아메드를 포함한 아와미 연맹의 동료와 육군 장교들이 쿠데타를 일으켜 탱크를 이끌고 대통령궁을 침입해 라흐만과 그의 일가족, 조카 셰이크파즈룰 웨이크 마니 등을 붙잡아 사형을 집행하였다. 오직 그의 딸 셰이크 하시나와 셰이크 레하나만이 서독에 있어서 참변을 피할 수 있었다.
라흐만의 죽음으로 방글라데시는 오랜 정치적 혼란에 빠졌고 훈다카 무스타파 아메드가 5대 대통령이 되는 가운데 11월 3일 라흐만의 밑에서 총리를 지냈던 세이드 나즈룰 이슬람, 타주딘 아흐마드, 무함마드 만수르 알리 등 또한 불법적인 군사재판에서 사형을 언도받고 강제 처형당했다. 게다가 라흐만과 관련된 모든 유산을 파괴하였고 역적, 매국노라는 오명을 뒤집어 씌웠다.
뒤에 망명한 셰이크 하시나가 총리가 되고 1991년 동시에 라흐만은 복권되었다. 민주주의 정권이 복귀하자 과거사 바로잡기와 동시에 쿠데타 세력들에 대한 처벌이 시작되어 1998년 셰야크 파루크 라흐만 중령을 비롯한 14명의 장교들이 재판을 받아 3명은 나중에 무죄를 선고받았고 5명은 구금되었으며 대법원의 최종 항소 또한 기각되어 파루크 라흐만 중령을 포함한 남은 6명은 2010년 1월 28일 처형되었다.

## 여담
한국에서 셰이크 무지부르 라흐만의 평전과 자서전이 번역되어 발간되었다.

## 참고 자료
- William B.Milam, Pakistan and Bangladesh: Flirting with Failure(2009) ISBN 10:0231700660, Columbia University Press
- Anthony Mascarenhas, Bangladesh: A Legacy of Blood ISBN 0-340-39420-X
- Katherine Frank, Indira: The Life of Indira Nehru Gandhi (2002) ISBN 0-395-73097-X
- M. Ahmed, Era of Sheikh Mujibur Rahman (1983), University Press
- Craig Baxter, Bangladesh: From a Nation to a State (1997), Westview Press
- Craig Baxter et al., Governance and Politics in South Asia (1998), Westview Press